# Bandslam
Bandslam (bra: High School Band; prt: Will – Uma História de Perseverança) é um filme de comédia romântica de 2009, estrelado por Gaelan Connell, Vanessa Hudgens e Aly Michalka. O filme foi produzido pela Walden Media e Summit Entertainment. O filme recebeu o nome de "No Caminho do Sucesso" pela rede Globo de televisão.
O filme foi filmado em Austin, Texas, com cenas adicionais filmadas em Nova York. Bandslam gerou críticas excelentes, mas não conseguiu gráfico no Top 10 quando foi lançado em 14 de agosto de 2009. Arrecadou 2 250 000 dólares apenas no fim de semana inicial, fazendo sucesso com o público ouvinte de indie rock.

## Sinopse
Will Burton é um garoto não muito descolado ou popular na sua escola e seu sonho é ser invisível para que todos parem de pegar no seu pé. Quando tinha 12 anos de idade seu pai atropelou um garoto chamado Denis Ardmore quando voltava da escola. O pai de Will dirigia embriagado então Will chegou na família e pediu perdão pelo acontecido e todos o chamam de Dewey que significa "DWI" (pronuncia: Dewey) que são siglas de "Driving While Intoxicated" (Dirigir sobre influência do álcool), seu sonho se realiza quando sua mãe Karen Burton larga o emprego e se muda para outra cidade. Ele em uma nova escola finalmente realiza seu sonho, mas no seu primeiro dia de aula conhece Sa5m com quem terá que fazer um trabalho em dupla que será mostrar quem o parceiro é de verdade. Através de Sa5m ele toma conhecimento do Bandslam a maior competição musical de rock, pop, R&B, hip hop, punk rock do país.
Ao mesmo tempo conhece Charlotte Barnes, uma garota do último ano que o convida para ajudá-la a cuidar de uma creche, Charlotte tem uma banda chamada The Glory Dogs que tem como integrantes Omar o guitarrista, Bug o baixista. Seu ex-namorado Ben Wheatly deixou a banda e criou outra chamada Ben Whetley e The Glory Dogs, Will que é uma enciclopédia da música ambulante é convidado para ser empresário da banda e organizá-la, então ele batiza a banda com o nome de I Can't Go On, I'll Go On" e ajuda a promover a banda no My Space e arranjando mais músicos. Eles se inscrevem no Bandslam, mas Sa5m e Charlotte não são amigas e isso está dividindo Will, quando uma série de acontecimentos faz com que Charlotte saia da banda e Sa5m vire vocalista principal, eles terão que enfrentar bandas como The Daze, The Burning Hotels, Zeale & Phranchyze, Ben Wheatley e The Glory Dogs entre várias.
Eles convidam então outros músicos para entrar na banda Basher Martin o baterista, Irene Lerman a violoncelista e Kim Chung Lee a pianista para tocar e incrementar o que falta na banda. Eles terão então que se juntar para enfrentar as pessoas que vão contra eles pegando as barreiras e transformando-as em degraus para a fama..

## Elenco
- Gaelan Connell - Will Burton.
- Vanessa Hudgens - Sa5m.
- Aly Michalka - Charlotte.
- Lisa Kudrow - Karen Burton.
- Charlie Saxton - Bug.
- Tim Jo - Omar.
- Ryan Donowho - Basher Martin.
- Elvy Yost - Irene Lerman.
- Lisa Chung - Kim Chung Lee.
- Scott Porter - Ben Whetley.
- Farah White - Mãe de Sa5m.
- Blair Bomar - Megan.
- Bobby Bones - Gordy.
- Casey Williams - Ms. Wittenberg.
- David Bowie - David Bowie

## Personagens

### Sa5m
- Vanessa Hudgens como Sa5m. Ela é a primeira amiga de Will na sua nova escola em Lodi, Nova Jersey. Ela fala em um tom monótono e devagar, pois diz que a emoção é supervalorizada e, costumava gaguejar quando era jovem. Sam desenvolve uma relação com Will, mas "rompe" com ele quando ela se levantou-se para uma data e descobre que Will foi em um evento com Charlotte. Descobre-se mais tarde que ela é cantora muito talentosa, depois de se reconciliar com Will é nomeada a nova vocalista em sua banda.

### Will Burton
- Gaelan Connell como Will Burton, um ávido fã de David Bowie. Ele escreve e-mails para ele, mas David Bowie nunca responde. Will é também um entusiasta da música e bem familiarizado com a mecânica da música pop e rock. Depois de se mudar para Nova Jersey e uma nova escola secundária, encontra-se com Charlotte. Eles esperam para competir na Costa Leste, a famosa "Batalha das Bandas" chamada "Bandslam". Ele mora com sua mãe que é solteira, e seu pai está preso.

### Charlotte Barnes
- Aly Michalka como Charlotte Barnes, ela é uma cheerleader popular com sua própria página da Wikipedia e uma formanda na escola secundária que frequenta. Seu pai Phill é doente não aprova a forma como ela anda somente com os populares na escola. Charlotte faz uma promessa de abandonar a populars e correr com os miúdos mais nerds como Will e Sa5m na esperança de que este bom comportamento fará com que seu pai fique melhor. Seus esforços para iniciar uma nova banda ("I Can't Go On, I'll Go On"), inclui Will como o empresário técnico e os oito músicos que compõem o seu grupo recém-formado. Seu antigo namorado, Ben Wheatley, várias vezes no filme tenta cortejar Charlotte de volta.

### Karen Burton
- Lisa Kudrow como Karen Burton (mãe de Will monoparentais). Ela está preocupada com o envolvimento de Will com outras crianças na escola, porque eles buscá-lo devido ao fato de que seu pai foi enviado para a prisão. Ela é uma boa mãe e tenta protegê-lo dos gostos de Charlotte.

### Ben Wheatly
- Scott Porter como Ben Wheatly, o fanfarrão e show-off vocalista da banda original, "Glory Dogs", que agora está competindo contra a nova banda de Charlotte, "I Can't Go On, I'll Go On". Ele é namorado de Charlotte-ex também. Na parte posterior do filme, ele se reconcilia com Charlotte e também torna-se amigos com o resto do "I Can't Go On, I'll Go On" da banda.

### Bug
- Charlie Saxton como Bug é um garoto temperamental e estressado, seu ego que fala acima de tudo. É baixista da "I Can't Go On, I 'll Go On" e não fica muito conformado com as mudanças na banda e ainda mais com a mudança de nome, que antes era "Glory Dogs". Ele vive pegando no pé de Omar, que diz ser inglês, mas nasceu em New Jersey.

### Omar
- Tim Jo como Omar é um garoto muito engraçado,que afirma que é Inglês mas nasceu em New Jersey que se localiza nos Estados Unidos. Ele é guitarrista na banda "I Can't Go On, I'll Go On". Vive brigando com o Bug e adora fazer o que faz.

### Basher Martin
- Ryan Donowho - como Bascer Martin é um garoto nervoso que faz sessões com psicólogos para controle da raiva. Reprovou duas vezes no Ensino Médio. Ele é uma lenda na cidade por saber tocar bateria muito bem, mas trabalha em uma oficina. Ele diz que se sente como Clark Kent em relação a saber tocar bateria e o mundo não saber desse seu talento.

## Trilha sonora
O lançamento da trilha sonora do filme chegou às lojas dia 11 de agosto de 2009.
1. Rebel Rebel
2. Amphetamine
3. 24 Hours
4. Where Are You Now
5. Lunar One
6. Femme Fatale
7. Twice Is Too Much
8. Road
9. Someone to Fall Back On
10. I Want You to Want Me
11. "Pretend"
12. Stuck in the Middle
13. Blizzard Woman Blues
14. Everything I Own
15. What Light

## Marketing
Devido a grande histeria e fama devido aos filmes High School Musical a produtora decidiu lançar o nome original apenas nos EUA e o filme recebeu vários e diferentes nomes pelo mundo:
- EUA - Bandslam
- Brasil - No Caminho do Sucesso
- Espanha, México - High School Rock
- França - College Rock Stars
- Portugal - High School Rock Stars
- Japão - Dream Up

## Trilha sonora
Essas são as músicas do filme são quase 40 na ordem de música de fundo apresentações ensaios e créditos finais.

### Música de fundo
1. Rebel Rebel – David Bowie.
2. Do Not Look Back– Peter Tosh & Mick.
3. Changes – David Bowie.
4. Sunny Side Up – Scott Porter & Glory Dogs.
5. Wichita Lineman – Glen Campbell.
6. Make You Want to Scream – Anthony Taccetta.
7. Femme Fatale – The Velvet Underground and Nico.
8. Road – Nick Drake.
9. Lunar One – Seventeen.
10. What Heart – Oliver Future.
11. Feels So Good – Chuck Mangione.
12. Free Time – The Aggrolites.
13. "Pretend" – Ben Whetley & Glory Dogs.
14. Star – David Bowie.
15. Twice is Too Much – Exist.
16. Leave it To the Wind – Scott Porter & Glory Dogs.
17. Jammin 'on F – I Can't Go On, I'll Go On.
18. My Country Tis of Thee – The Antislavery.
19. 24 Hours – Shack.
20. See No Evil – Television CBGB.
21. Young Folks – Peter Bjorn.
22. What Light – Wilco.

### Ensaio da banda
1. I Want You to Want Me – Aly Michalka.
2. Amphetamine – I Can't Go On, I'll Go On feat. Aly Michalka.
3. Someone to Fall Back On - I Can't Go On, I'll Go On feat. Aly Michalka.

### Concerto The Burning Hotels
1. Stuck in the Middle – The Burning Hotels.

### Bandslam
1. Someone to Fall Back On – Scott Porter & The Glory Dogs.
2. Blizzard Woman Blues – The Daze.
3. My New Romance – The Burning Hotels.
4. Shape – Zeale & Phranchyze.
5. Everything I Own –  I Can't Go On, I'll Go On feat. Vanessa Hudgens.

### Créditos Finais
1. Corvette – Golden Smog.
2. Where Are You Now – Honor Society.

## Estreia
O filme "High School Band" (Bandslam) foi bem recebido no Brasil com apenas uma critica ruim: o nome, poderia ter sido deixado o título original para que não parecesse mais um produto do pacote "cante junto" dos títulos HSM. O filme surpeendeu na proposta rock independente segundo o site Terra Networks, "o filme não desafina e muito menos perde o tom" quando há uma guitarra por perto.
Pode-se dizer até que este é um filme que não perde o tom e muito menos desafina naquilo que ele se propõe a ser, ou seja, uma honesta e boba história de amor que usa do artifício de uma trilha sonora para versar sobre o ciclo de vida de um adolescente "nerd": nascer para a selvagem sociedade colegial, crescer tentando se encaixar em uma tribo, procriar falsas esperanças românticas e, finalmente, morrer de vergonha no canto da sala de aula. Naturalmente, como toda comédia romântica que se preze, alguns processos desse ciclo precisam ser quebrados e aí entra o elemento 'trilha sonora rock'n'roll'.
E claro que, em um filme que se pretende "rock'n'roll", as referências a clássicos do gênero e uma trilha sonora esperta precisam estar bem sincronizadas. E salvo uma cena ou outra - o que acontece quando o roteiro precisa levantar a bola de Vanessa Hudgens - o filme acerta ao usar os clichês que fãs do rock independente adoram: David Bowie e músicas como Femme Fatale, usada no filme em um clipe com estética propositalmente caseira e granulada. Meninos sensíveis amam, meninas carentes se apaixonam. E, no fim das contas, o que se imaginava ser um genérico de High School Musical, convence incrédulos espectadores de que sempre há uma boa história a se contar quando existe uma guitarra por perto.

## Produção
Bandslam foi comprado por um estúdio em 2004, mas em janeiro de 2008, Walden Media e Summit Entertainment anunciaram que iriam co-financiar Bandslam, uma história co-escrita por Todd Graff e Josh Cagan, que foi dirigida por Graff. Todd Graff foi contratado em março de 2007 o filme e reescreveu o roteiro. Antes de filmar, eles tiveram duas semanas de ensaios musicais. Os atores e atrizes foram designados para tocar seus instrumentos. Ryan Donowho teve experiências com baterias e Aly Michalka com a guitarra, por isso eles foram escalados para usar estes instrumentos no filme, mas Lisa Chung, Scott Porter e Vanessa Hudgens não tinham experiência nenhuma. 

## Lançamento
A noite de estreia de Bandslam foi realizada em 6 de agosto de 2009. Summit Entertainment gastou um valor estimado de 20 milhões de dólares para produzir e comercializar o filme. O trailer completo foi lançado na internet em 25 de março de 2009. Em 3 de junho de 2009, o cartaz oficial foi lançado. Um romance baseado no livro escrito por Molly Kempf foi lançado em 9 de julho de 2009. Aly Michalka, Vanessa Hudgens e Gaelan Connell organizaram um evento Bandslam Reel no Museu Grammy em Los Angeles para promover a importância da música para os meios escolares.
Em parceria com a Magic 106,7, Summit Entertainment realizou um concurso de bandas em Boston Burlington Mall. Vanessa Hudgens e Gaelan Connell participaram do concurso como juízes. Mike Ryan ganhou a competição. Em 7 de agosto de 2009, Vanessa Hudgens e Aly Michalka foram nomeadas garotas propagandas oficiais como parte da tática de divulgação do filme. A indução foi realizada no Harmony Gold Preview Casa e Teatro. Durante a indução, uma sessão especial foi realizada para garotas propaganda presentes no caso.
No entanto, as estratégias de marketing da Summit Entertainment foram criticadas. Houve uma série de telefonemas e e-mails de chefes de marketing em diferentes estúdios de marketing dizendo que o filme pode ter tido a pior tática de divulgação, visto desde o posicionamento, o título, marketing, e público alvo.
Nikki Finke enviou um e-mail com uma critica ao Bandslam que salientou que o marketing Cimeira têm basicamente o de suas estrelas Vanessa Hudgens e Aly Michalka em vez de vender o conceito. O e-mail afirma ainda que "Eles 'Disneyaram' este filme com tinta glitter". O membro também enfatizou quem "as boas críticas o filme estão apenas começando, mas foi pena que não vendeu bem por causa do mau marketing".

## Divulgação
Em parceria com a Magic 106,7, Summit Entertainment realizou um concurso de bandas em Boston Burlington Mall. Vanessa Hudgens e Gaelan Connell participaram do concurso como juízes. Mike Ryan ganhou a competição. Em 7 de agosto de 2009, Vanessa Hudgens e Aly Michalka foram nomeadas garotas propagandas oficiais como parte da tática de divulgação do filme. A indução foi realizada no Harmony Gold Preview Casa e Teatro. Durante a indução, uma sessão especial foi realizada para garotas propaganda presentes no caso. No Reino Unido, o site Stardoll iniciou uma campanha que permite aos usuários vestirem Vanessa Hudgens em trajes diferentes do filme Bandslam.
No entanto, as estratégias de marketing da Summit Entertainment foram criticadas. Houve uma série de telefonemas e e-mails de chefes de marketing em diferentes estúdios de marketing dizendo que o filme pode ter tido a pior tática de divulgação, visto desde o posicionamento, o título, marketing, e público alvo.
Nikki Finke enviou um e-mail com uma critica ao Bandslam que salientou que o marketing Cimeira têm basicamente o de suas estrelas Vanessa Hudgens e Aly Michalka em vez de vender o conceito. O e-mail afirma ainda que "Eles 'Disneyaram' este filme com tinta glitter". O membro também enfatizou quem "as boas críticas o filme estão apenas começando, mas foi pena que não vendeu bem por causa do mau marketing".

## Distribuição
Bandslam foi lançado em 12 de agosto de 2009, no Reino Unido, Irlanda e França, 13 de agosto de 2009 na Austrália, em 14 de agosto nos E.U.A e Canadá. 20 de agosto de 2009 em algumas partes da Ásia, 26 de agosto 2009 nas Filipinas. Anteriormente a data provisória do filme era 10 de abril, listados pelos números em torno do tempo Liam Aiken esteve envolvido no filme. Em seguida, passou a ser em 31 de julho de 2009, que foi a data de lançamento original, quando a produção começou. Mas, com razões desconhecidas, Mojo confirma que empurrou para trás a sua data atual de liberação nos E.U.A que foi em 14 de agosto de 2009.
O filme foi anteriormente intitulado como Will, com base em relatos iniciais, e, em seguida, foi renomeado para Rock On, em última análise, acaba sendo chamado de "Bandslam". No Brasil o filme foi intitulado como High School Band , e College Rock Stars, na França.
A noite de estreia, que contou com todo o elenco, incluindo os principais atores do filme, foi realizada em Westwood, Califórnia, 6 de agosto de 2009. O filme foi classificado como PG nos EUA, por alguns elementos temáticos e suave linguagem. Nas Filipinas é considerado GP.

## Bilheterias
Bandslam recebeu críticas de sucesso, mas não foi muito bem comercialmente. Foi distribuído em 2.121 cinemas e arrecadou 2.231.273 de dólares em sua semana de estreia. Ele não conseguiu entrar no Top 10 na bilheteria. No entanto, no Reino Unido, assumiu a posição 7 no ranking do fim de semana nas bilheterias. A partir de 15 de setembro de 2009, o filme tem um PIB de U$ 5.157.620 com um estrangeiro bruto de U$ 3.409.970, totalizando um internacional bruto de U$ 8.567.590.

## Recepção e críticas
Bandslam foi bem recebido criticamente, antes e depois de lançado. Vanessa Hudgens recebeu uma quantidade de elogios dos comentadores, enfatizando sua transição de ser associado com seu caráter comercial anterior, Gabriella Montez. Mesmo que Gaelan Connell e Aly Michalka e cada um recebeu o seu justo valor de imprensa entusiasmado. Comentadores afirmaram que a música do filme, principalmente levantada para o sucesso do Bandslam de opiniões, especialmente pela versão otimista de "Everything I Own", que o filme está cheio de prazeres inesperados definido como uma trilha sonora retrô surpreendentemente perfeita.
- Broadcast Film Critics Association deu ao filme uma pontuação rating 85 e um 4/5 estrelas. A partir de 15 de agosto, baseado em 20 opiniões recolhidas.

- Metacritic deu ao filme um 66 na pontuação.

- Lisa Schwarzbaum deu ao filme um "B", e elogiou Vanessa Hudgens pela performance e Aly Michalka também.

- Cream Rotten Tomatoes dos críticos da cultura, o filme teve um índice de aprovação geral de 89%. Com a resposta positiva da revisão crítica Rotten Tomatoes recolhidos, é classificado # 9 a 10.

- The Washington Post 's Choice crítico, com uma pontuação perfeita de 4/4 estrelas. Bandslam estava de alguma forma associada com High School Musical em um par de opiniões.